# チャールズ・J・フィップス
チャールズ・J・フィップス（Charles John Phipps、1835年 - 1897年5月25日） は、イギリスの建築家。彼の手がけたヒズ・マジェスティーズ劇場などの劇場の設計者として有名。

## 生涯
1835年、イングランドのバースに生まれる。
フィップスの生涯で最初の主要な仕事は、1862年から1863年にバースのシアター・ロイヤルの再建築である。ロンドンへの移住後、クイーンズ劇場（1867）、ロンドンのゲイエティ劇場、オリンピック劇場（1870年）、ダブリンのゲイエティ劇場（1871年）、ヴォードヴィル劇場（1871年）の建築により、劇場建築家としての地位を確立した。フィップスの手がけたサヴォイ劇場（1881年）は、当時の最先端であった電灯が使用された世界で初めての劇場であった。
1897年5月25日に62歳で死去。